# Пикти
Пикти (Pikten; лат.: picti, „нарисуваните“) е римското наименование на древното племе, населяващо в миналото цялата територия, а днес северозападните части на Шотландия. Няма много запазена информация и факти за този древен народ. Пиктите са местни племена, говорещи келтския пиктски език, колонизирани от скотите. Известно е, че воините на пиктите имали традиция да изрисуват телата си в синьо с екстракт от сърпица преди битка. Също така се знае за това, че имали матриархална обществена подредба. Съществуват някои предмети, изработени от пиктите, предимно гравирани камъни, но символите им не са напълно разгадани. В началото на нашата ера, пиктите населявали територията на съвременна Шотландия и оставили след себе си няколкостотин каменни стели /каменни или дървени плочи, върху които са изписани имена и титли и съобщения за значителни събития или важни закони/ и украшения, на които са изсечени изображения на животни, кръстове, възли, огледала, гребени, както и бойни и ловни сцени. Историците успели да датират тези произведения на изкуството, от VI-IX в., но били безсилни да установят истинския смисъл на изображенията, поради огромното им многообразие.
Пиктите доминирали в Шотландия, докато не са били обединени с шотландците от Далриада от Кеннет Мак Алпин през 843 година. Така постепенно те били изтласкани на северозапад и претопени от скотите.